# TSS Group Spartak Dubnica
Az TSS Group Spartak Dubnica egy szlovák jégkorongcsapat Máriatölgyesen. A klub a másodosztályú TIPOS Slovenská hokejová ligában játszik.

## Története
A klubot 1942-ben alapították.

### Korábban használt nevek
- 1942 - ŠK Dubnica nad Váhom
- 1949 - Sokol Škoda Dubnica nad Váhom
- 1952 - DŠO Spartak Dubnica nad Váhom
- 1961 - Spartak SMZ Dubnica nad Váhom
- 1978 - Spartak ZŤS Dubnica nad Váhom
- 1992 - CAPEH Dubnica nad Váhom
- 1993 - HK Spartak Dubnica nad Váhom
- 2000 - HK Dubnica nad Váhom
- 2007 - MHK Dubnica nad Váhom
- 2020 - HK Spartak Dubnica nad Váhom

## Helyezések

### Csehszlovákia
1. slovenská národná hokejová liga - 23 szezon
- 1. hely: 1978/79, 1979/80
- 2. hely: 1977/78, 1984/85
- 3. hely: 1972/73, 1973/74, 1975/76, 1976/77, 1983/84, 1987/88, 1988/89, 1989/90
- 4. hely: 1985/86
- 5. hely: 1971/72, 1980/81
- 6. hely: 1982/83, 1986/87, 1991/92
- 7. hely: 1970/71, 1974/75
- 8. hely: 1990/91, 1992/93
- 10. hely: 1981/82

2. slovenská národná hokejová liga - 8 szezon
- 1. hely: 1963/64, 1964/65, 1965/66, 1966/67, 1969/70
- 4. hely: 1968/69

### Szlovákia
Szlovák Extraliga - 4 szezon
- 8. hely: 1994/95, 1995/96, 1996/97
- 10. hely: 2004/05

1. hokejová liga - 15 szezon
- 1. hely: 1993/94, 1998/99, 2003/04
- 2. hely: 2002/03
- 3. hely: 1997/98,  2018/19
- 4. hely 2020/21, 2023/2024
- 5. hely 2017/18, 2019/20, 2022/23
- 6. hely: 2001/02, 2021/22
- 9. hely: 1999/00, 2000/01

2. hokejová liga - 7 szezon
- 1. hely: 2013/14, 2016/17
- 2.  hely: 2009/10
- 3.  hely: 2008/09, 2010/11, 2014/15
- 4.  hely: 2007/08, 2012/13
- 7.  hely: 2011/12

## Statisztikák
| Főszezon | Főszezon | Főszezon | Főszezon | Főszezon | Főszezon | Főszezon | Főszezon | Főszezon | Rájátszás    | Rájátszás                                         | Rájátszás                               | Rájátszás |
| Szezon   | LM       | GY       | GY. H.   | V. H.    | V        | G        | P        | Helyezés | Kvalifikáció | Negyeddöntő                                       | Elődöntő                                | Döntő     |
| -------- | -------- | -------- | -------- | -------- | -------- | -------- | -------- | -------- | ------------ | ------------------------------------------------- | --------------------------------------- | --------- |
| 2022–23  | 46       | 24       | 3        | 7        | 12       | 148-123  | 85       | 2.       | -            | Vereség HK MŠK Indian Žiar nad Hronom ellen (3-4) | -                                       | -         |
| 2023–24  | 46       | 18       | 6        | 5        | 17       | 128-128  | 71       | 6.       | -            | Győzelem a HC Topoľčany ellen (4-2)               | Vereség a Vlci Žilina ellen (2-4)       | -         |
| 2024–25  | 46       | 28       | 3        | 3        | 12       | 139:116  | 93       | 3.       | -            | Győzelem a HC Topoľčany (4-2)                     | Vereség a HK ESMERO Skalica ellen (3-4) | -         |

## Rivalizálások

### HK 95 Považská Bystrica
A TSS Group Spartak Dubnica és a HK 95 Považská Bystrica közötti rivalizálást a csapatok székhelyei, Vágbeszterce és Máriatölgyes közötti földrajzi közelség hozta létre. Mindkét település a Vág folyó mentén fekszik, ezért is nevezik a meccseiket považské derby-nek (magyarul: Vág-menti rangadó).